# 多德巴尔拉普尔
多德巴尔拉普尔（Dod Ballapur），是印度卡纳塔克邦Bangalore Rural县的一个城镇。总人口71509（2001年）。

## 人口
该地2001年总人口71509人，其中男性37034人，女性34475人；0—6岁人口8624人，其中男4487人，女4137人；识字率67.93%，其中男性为73.22%，女性为62.24%。